# Ypreville-Biville
Ypreville-Biville és un municipi francès situat al departament del Sena Marítim i a la regió de Normandia. L'any 2007 tenia 496 habitants.

## Demografia

### Població
El 2007 la població de fet de Ypreville-Biville era de 496 persones. Hi havia 185 famílies de les quals 32 eren unipersonals (20 homes vivint sols i 12 dones vivint soles), 60 parelles sense fills, 77 parelles amb fills i 16 famílies monoparentals amb fills.
La població ha evolucionat segons el següent gràfic:
Habitants censats

### Habitatges
El 2007 hi havia 217 habitatges, 184 eren l'habitatge principal de la família, 16 eren segones residències i 16 estaven desocupats. 211 eren cases i 6 eren apartaments. Dels 184 habitatges principals, 145 estaven ocupats pels seus propietaris, 38 estaven llogats i ocupats pels llogaters i 1 estava cedit a títol gratuït; 4 tenien una cambra, 8 en tenien dues, 23 en tenien tres, 58 en tenien quatre i 91 en tenien cinc o més. 138 habitatges disposaven pel capbaix d'una plaça de pàrquing. A 85 habitatges hi havia un automòbil i a 89 n'hi havia dos o més.

### Piràmide de població
La piràmide de població per edats i sexe el 2009 era:
| Homes | Edats   | Dones |
| ----- | ------- | ----- |
| 0     | 95 o +  | 0     |
| 0     | 90 a 94 | 0     |
| 4     | 85 a 89 | 4     |
| 4     | 80 a 84 | 0     |
| 0     | 75 a 79 | 12    |
| 8     | 70 a 74 | 12    |
| 4     | 65 a 69 | 4     |
| 12    | 60 a 64 | 8     |
| 4     | 55 a 59 | 16    |
| 16    | 50 a 54 | 16    |
| 20    | 45 a 49 | 8     |
| 24    | 40 a 44 | 12    |
| 20    | 35 a 39 | 16    |
| 12    | 30 a 34 | 28    |
| 16    | 25 a 29 | 16    |
| 12    | 20 a 24 | 20    |
| 24    | 15 a 19 | 4     |
| 12    | 10 a 14 | 16    |
| 16    | 5 a 9   | 20    |
| 24    | 0 a 4   | 16    |

## Economia
El 2007 la població en edat de treballar era de 333 persones, 249 eren actives i 84 eren inactives. De les 249 persones actives 219 estaven ocupades (128 homes i 91 dones) i 30 estaven aturades (12 homes i 18 dones). De les 84 persones inactives 28 estaven jubilades, 21 estaven estudiant i 35 estaven classificades com a «altres inactius».

### Ingressos
El 2009 a Ypreville-Biville hi havia 196 unitats fiscals que integraven 544,5 persones, la mediana anual d'ingressos fiscals per persona era de 17.674 €.

### Activitats econòmiques
Dels 14 establiments que hi havia el 2007, 1 era d'una empresa de fabricació de material elèctric, 1 d'una empresa de fabricació d'altres productes industrials, 2 d'empreses de construcció, 6 d'empreses de comerç i reparació d'automòbils, 1 d'una empresa d'hostatgeria i restauració, 2 d'empreses d'informació i comunicació i 1 d'una empresa de serveis.
Dels 3 establiments de servei als particulars que hi havia el 2009, 2 eren paletes i 1 restaurant.
L'únic establiment comercial que hi havia el 2009 era una botiga de menys de 120 m².
L'any 2000 a Ypreville-Biville hi havia 11 explotacions agrícoles.

## Equipaments sanitaris i escolars
El 2009 hi havia una escola maternal integrada dins d'un grup escolar amb les comunes properes formant una escola dispersa.

## Poblacions més properes
El següent diagrama mostra les poblacions més properes.